# گلادیس اپانگ
گلادیس اپانگ (فرانسوی: Gwladys Épangue‎؛ زادهٔ ۱۵ اوت ۱۹۸۳) تکواندوکار اهل فرانسه است.